# Sian Adey-Jones
Sian Adey-Jones (nacida en diciembre de 1957 en Bodfari, Denbighshire, Gales) es una ex-modelo de glamour. Ganó el título de Miss Gales en 1976 y terminó en tercer lugar lugar en Miss Universo ese mismo año .
Ha trabajado como modelo de topless, apareciendo regularmente como en la página 3 del diario The Sun donde habitualmente aparece una chica desnuda o semidesnuda. También hizo de chica Bond en la película de 1985, Panorama para matar.
En 1978, para celebrar la clasificación de la selección de Escocia para la Copa Mundial de Fútbol de 1978 apareció en el Daily Mirror vistiendo únicamente la camiseta de ese equipo. También apareció desnuda en la revista inglesa de pornografía, Mayfair. 
Actualmente vive en la isla de Ibiza con su marido italiano Rocco. Tienen un hijo llamado Dylan y una hija adoptiva llamada Tallulah.